# Mercedes (Montes de Oca)
Mercedes es un distrito del cantón de Montes de Oca, en la provincia de San José, de Costa Rica.
El distrito se caracteriza por ser la sede de la Universidad Nacional Estatal a Distancia (UNED) y del Instituto Nacional de Estadística y Censos de Costa Rica (INEC), y por ser el distrito donde se ubica la famosa Rotonda de la Bandera.

## Toponimia
El nombre del distrito proviene en honor a la Virgen de la Merced, patrona del distrito de Mercedes y de la Iglesia de Nuestra Señora de la Merced de Betania, localizada en el centro del distrito.

## Ubicación
Se ubica en el oeste del cantón y limita al norte con el cantón de Goicoechea, al oeste con el cantón de San José, al sur con el distrito de San Pedro y al este con el distrito de Sabanilla.

## Geografía
Mercedes cuenta con un área de 1,43 km² y una altitud media de 1200 m s. n. m.

## Demografía
Para el año 2022, Mercedes cuenta con una población estimada de 4189 habitantes, y para el último censo efectuado, en 2011, Mercedes contaba con una población de 4688 habitantes.

## Localidades
- Cabecera: Betania
- Barrios: Alma mater, Damiana, Dent (parte), Guaymí, Lantana, Mercedes, Negritos, Paso Hondo, Paulina, Profesores.

## Cultura

### Educación
Ubicadas propiamente en el distrito de Mercedes se encuentran los siguientes centros educativos:
- Escuela de Betania
- Liceo Anastasio Alfaro

### Sitios de interés
- Rotonda de la Bandera, en la Ruta nacional 39
- Instituto Nacional de Estadística y Censos (INEC)
- Plaza de comidas Antares
- Plaza Carolina

## Transporte

### Carreteras
Al distrito lo atraviesan las siguientes rutas nacionales de carretera:
- Ruta nacional 39
- Ruta nacional 201
- Ruta nacional 202

## Concejo de distrito
El concejo de distrito de Mercedes vigila la actividad municipal y colabora con los respectivos distritos de su cantón. También está llamado a canalizar las necesidades y los intereses del distrito, por medio de la presentación de proyectos específicos ante el Concejo Municipal. La presidenta del concejo del distrito es la síndica propietaria de la Coalición Gente de Montes de Oca, Aracelly Salas Salas.
El concejo del distrito se integra por:
| #                       | Partido                          | Nombre                              |
| Síndico propietario     | Síndico propietario              | Síndico propietario                 |
| ----------------------- | -------------------------------- | ----------------------------------- |
| 1                       | Coalición Gente de Montes de Oca | Aracelly Salas Salas                |
| Síndico suplente        |                                  |                                     |
| 2                       | Coalición Gente de Montes de Oca | David Gaspar Zúñiga                 |
| Concejales propietarios |                                  |                                     |
| 3                       | Coalición Gente de Montes de Oca | Viviana Rovira Maruri               |
| 4                       | Coalición Gente de Montes de Oca | Luis Fernando Astorga Matarrita     |
| 5                       | Partido Liberación Nacional      | Julio Andrés Telles Madrigal        |
| 6                       | Partido Unidad Social Cristiana  | Alexis Morera Solano                |
| Concejales suplentes    |                                  |                                     |
| 7                       | Coalición Gente de Montes de Oca | María de los Ángeles Aguerri Oloriz |
| 8                       | Coalición Gente de Montes de Oca | Marco Vinicio Cordero Gene          |
| 9                       | Partido Liberación Nacional      | Rebeca Valverde Bonilla             |
| 10                      | Partido Unidad Social Cristiana  | Clara María Guevara Sandoval        |